# Sự kiện Tĩnh Khang
Sự biến Tĩnh Khang (tiếng Trung: 靖康之變; Hán-Việt: Tĩnh Khang chi biến), còn gọi Loạn Tĩnh Khang (tiếng Trung: 靖康之亂; Hán-Việt: Tĩnh Khang chi loạn) hay Sự sỉ nhục Tĩnh Khang (tiếng Trung: 靖康之恥; Hán-Việt: Tĩnh Khang chi sỉ), là một biến cố lớn trong lịch sử Trung Quốc xảy ra vào năm 1127, đánh dấu sự diệt vong của vương triều Bắc Tống.

## Hoàn cảnh
Đầu thế kỷ 11, Tống Chân Tông vạch ra Thiền Uyên chi minh, để đối phó mặt phía bắc giáp với triều Liêu, sau khi Liêu xua quân nam hạ, tấn công tới Thiền Châu. Tiếng là quân Tống thắng trận, nhưng mỗi năm phải tiến cống bạc, lụa, trà và tiền với một số lượng khổng lồ. Dưới thời Tống Nhân Tông, người Liêu lại muốn động binh, vấp phải Địch Thanh nên không đánh, chỉ sai sứ sang đòi tăng thêm khoản cống nộp với tên gọi là "nạp" chứ không phải "ban". Tuy Tống Nhân Tông lợi dụng dịp tốt này để khiến Liêu và Tây Hạ trở mặt, nhưng mối thù giữa Tống và Liêu ngày càng chồng chất. Chính con trai của Dương Diên Chiêu, tướng Dương Văn Quảng cũng đã từng dâng vua Tống Thần Tông những sách lược để thu phục Yên Vân thập lục châu từ tay Liêu, nhưng Tống vẫn không có cơ hội.
Khoản thời gian Tống Triết Tông tại vị, Tây Hạ thua trận quân Tống, không dám manh động. Liêu Thiên Tộ Đế bỏ bê chính sự, lại xúc phạm người Nữ Chân, phạm phải sai lầm với Hoàn Nhan A Cốt Đả, khiến người Nữ Chân khởi binh. Tống Huy Tông nhân cơ hội này mà liên kết với người Nữ Chân, lập ra Hải Thượng chi minh, cùng hợp sức đối kháng quân Liêu.

## Chiến dịch Yên Kinh
Khi triều Liêu đã mất Thượng Kinh và Trung Kinh, bị buộc phải nam dời, Đồng Quán và Thái Kinh cung thỉnh được đánh Liêu để lấy Yên Vân thập lục châu. Người Liêu thấy quân Tống, đã định xin hàng, nhưng Thái Kinh và Đồng Quán kiêu căng tự đắc, xem thường người Liêu, lại đánh tới cùng. Người Liêu tuyệt vọng, cùng cực, đánh tan quân Tống. Tuy quân Tống chiếm được Yên Kinh nhưng lúc này tướng Tống là Lưu Cáp phải cầu cứu quân Kim. U Châu mấy chốc lại tràn đầy chiến sự giữa quân Tống và tàn quân Liêu.
Khi Lưu Cáp và Nhạc Phi tới trại quân Kim, Hoàn Nhan Niêm Hãn không tiếc lời sỉ nhục người Tống. Tuy vậy, quân Kim vẫn khởi binh tiến đánh, nhưng đánh dẹp quân Liêu rồi thì lại chiếm luôn Yên Kinh.
Người Nữ Chân khinh thường nhà Tống có mười vạn quân hơn mà không đánh nổi quân Liêu, chê cười nhà Tống yếu ớt. Kim Thái Tông lúc đầu chẳng màng đến nhà Tống, tuy nhiên sau lại thấy nhà Tống lỏng lẻo, muốn có ý đánh Tống.

## Quan hệ đôi bên
Người Nữ Chân liên tục ra yêu sách và yêu cầu đối với triều Tống. Tống Huy Tông muốn cầu an, đáp ứng các yêu cầu của người Kim. Khoảng thời gian này, Tống cũng ngầm kêu gọi người Khiết Đan phản Kim hàng Tống. Tướng Trương Giác từng theo Kim nay phản Kim hàng Tống, quy phục cả một khu vực lớn phía bắc Yên Vân cho Tống. Người Kim muốn đánh, nhưng Trương Giác có kỵ binh Khiết Đan và viện quân Tống nên đánh bại quân Kim. Quân Kim dồn quân đánh nốt, khiến cho triều Tống khuynh đảo. Rốt cuộc để yên bề biên cương, năm 1123, vua Tống trảm Trương Giác rồi cầu an với quân Kim. Tống-Kim từ đó đã không còn quan hệ tốt đẹp, bản thân Kim Thái Tông thấy Tống đã suy yếu, cũng đã muốn xâm lược đến nơi.

## Chiến tranh Bắc Tống - Kim (lần 1)
Hai năm sau khi Trương Giác bị hành hình, Kim Thái Tông phái quân nam hạ, lấy cớ Tống phạm phải Hải Thượng Chi Minh. Tháng 11 năm 1125, Kim Thái Tông lệnh cho Tà Dã, Niêm Một Hát chia quân làm hai cánh tấn công Thái Nguyên, Yên Sơn. Người Nữ Chân vốn là dân tộc du mục, lại vừa trải qua chinh chiến, không ngại gian khó, đánh quân Tống thế như chẻ tre.
Bấy giờ quân Kim đã áp sát sông Hoàng Hà, Huy Tông hoảng hốt muốn bỏ trốn khỏi kinh đô. Thái thường thiếu khanh Lý Cương bàn với cấp sự trung Ngô Mẫn xin vua nhường ngôi cho thái tử Triệu Hoàn. Ngô Mẫn thấy việc ấy không tiện, chỉ xin thái tử giám quốc. Lý Cương chích máu mà viết tấu trình lên, xin theo lệ Đường Túc Tông ở Linh Vũ xưa kia, xin nhà vua nhường ngôi cho thái tử.
Ngày 17 tháng 1, Huy Tông xuống chiếu cho thái tử tức vị hoàng đế, bản thân tự xưng Giáo chủ Đạo Quân thái thượng hoàng, hoàng hậu Trịnh thị là Thái thượng hoàng hậu. Ngày 18 tháng 1, Triệu Hoàn lên ngôi hoàng đế, tức là Tống Khâm Tông.
Lúc bấy giờ người Kim tấn công rất gấp: Oát Li Bất vây hãm phủ Đức Tín, Niêm Một Hát vây Thái Nguyên, Khâm Tông hạ chiếu cho Kinh Đông, Hoài Tây các nơi đưa quân về hộ vệ. Đầu năm 1126, Oát Li Bất từ Thang Âm tấn công Tuấn châu. Nội thị Lương Phương Bình dẫn quân ra chống, toàn quân tan rã, Phương Bình bỏ chạy tháo thân. Khâm Tông hạ chiếu thân chinh, theo gương Tống Chân Tông đến Thiền Uyên trước kia, cử Ngô Mẫn, Lý Cương đi theo, nhưng thực chất thì chỉ là nói miệng mà thôi. Cũng trong ngày hôm đó, dùng Ngô Mẫn làm tri Xu mật, Thượng thư bộ Lại Lý Chuyết làm Đồng tri. Ngay khi được tin Tuấn châu thất thủ, Thượng hoàng thu dọn hành trang, chạy về phía đông theo hướng cửa Thông Tân, muốn đến Kim Lăng (nay là Nam Kinh) trú ẩn.
Toàn cõi phía bắc Đại Tống chỉ còn thành Thái Nguyên và Đại Đồng là chống cự ngoan cường, ngoài ra các thành khác như Bảo Định, Định Châu, Hình Đài và Chính Định không phải bị tuyệt diệt thì cũng đầu hàng. Hoàn Nhan Niêm Hãn tiến thoái lưỡng nan, đánh không nổi thành Thái Nguyên, tưởng chừng mang hy vọng được cho Đại Tống. Tuy vậy chưa tới ngày rằm thì quân Kim đã vượt sông Hoàng Hà, nhanh chóng tiến tới tây bắc chân thành Biện Kinh (kinh đô Khai Phong).
Khâm Tông nhút nhát rất sợ người Kim, ngày đêm ăn ngủ không yên. Tống Khâm Tông hạ lệnh cho các lộ cần vương. Khi đó xa giá của Thượng hoàng đã từ Bạc châu về Nam Kinh. Sứ giả Kim là Ngô Hiếu Dân đến hỏi việc chứa chấp Trương Giác, Khâm Tông nói đó là việc của triều trước, không nên nhắc đến; phần đông các đại thần đề nghị cử thân vương, tể tướng đến trại quân Kim cầu hòa. Khâm Tông sai Lý Chuyết đi sứ, Lý Cương cho rằng Chuyết có thể làm hỏng việc, xin đi thay, Khâm Tông giữ lại. Oát Li Bất ra điều kiện: nộp 500 vạn lạng vàng, 5.000 vạn lạng bạc, bò ngựa 10.000 con, vua Tống gọi vua Kim là bác, cắt đất ba trấn Hà Gian, Trung Sơn, Thái Nguyên.
Lúc đó quân Kim đánh Hào, Trần Kiều, Phong Khâu, Vệ châu các cửa. Lý Cương lên thành đốc chiến, đánh quân Kim ở cửa Cảnh Dương. Ông ra lệnh chuẩn bị bao cát, vũ khí giữ thành, lại đốc quân sĩ đem đá từ trong nhà Thái Kinh ra chặn cổng. Khâm Tông sai sứ đến khích lệ quân sĩ, ai nấy đều hoan hô. Quân Tống đánh từ giờ Mão đến giờ Mùi, quân Kim không tiến lên được, lại bị tập kích từ phía sau, thiệt hại hơn 1000 người nên phải lui. Lúc đó Lý Chuyết trở về báo những đòi hỏi của người Kim; Khâm Tông triệu tể tướng đến bàn. Lý Bang Ngạn, Trương Bang Xương xin Khâm Tông thuận theo, Lý Cương phản đối. Rốt cục Khâm Tông theo lời Bang Ngạn, thu gom vàng bạc cũng chỉ được 20 vạn lạng vàng, 4 vạn lạng bạc, không đủ số người Kim yêu cầu, phải xin gia hạn; lại trao địa đồ ba trấn cho Kim và dâng thệ thư, xưng nước bác nước cháu; cử Trương Bang Xương và Khang vương Triệu Cấu sang trại Kim làm con tin.
Tuy nhiên không lâu sau Khâm Tông lại dao động, chuẩn bị xa giá để cùng hậu cung chạy về phía nam. Lý Cương gọi Cấm vệ quân cùng hô: "Nguyện tử thủ!" Rồi lại tâu rằng gia quyến của Cấm vệ quân đều ở kinh thành, một khi rời khỏi thì lòng người ly tán, giữa đường chẳng may có biến thì khó thoát khỏi kỵ binh của Kim. Khâm Tông mới quyết định ở lại.
Lý Cương lại hiến kế cho quân án ngữ bến sông và những con đường hiểm, vây địch mà không đánh; đợi khi hết lương chúng phải rút, thì quân Tống cứ đuổi theo thu lại đất đai, diệt sạch một trận để chúng không dám đến nữa. Có Diêu Bình Trọng nhất quyết dẫn 10.000 quân tập kích vào trại Kim, nhưng quân Kim dùng kế nhử quân Tống vào trận rồi cho phục binh ra đánh. Quân Tống đại bại, Bình Trọng mất tích. Chủng Sư Đạo bàn rằng ngày mai hãy đánh nữa, gọi là kế xuất kì bất ý, nhưng Lý Bang Ngạn lại tìm cớ ngăn cản nên kế hoạch không được tiến hành.
Triều đình Tống lại sai sứ đến chỗ Kim, nói không cắt đất nữa. Oát Li Bất giận quá, trách cứ Khang vương và Trương Bang Xương. Bang Xương sợ quá đến phát khóc, duy Khang vương vẫn không tỏ ra sợ sệt gì cả. Oát Li Bất nghi ngờ thân phận của Khang vương, sai Vương Nhuế vào thành đòi cử người khác đến thay và hỏi tội đánh lén. Lý Bang Ngạn đổ hết tội lỗi cho Lý Cương khiến ông bị bãi chức. Thái học sinh Trần Đông bèn quỳ ở trước cửa xin Khâm Tông dùng lại Lý Cương. Quân dân trong thành hơn 10.000 người được tin cũng kéo đến ngoài cửa Tuyên Đức reo hò ủng hộ Lý Cương. Gặp Lý Bang Ngạn, họ mắng chửi không thôi, Bang Ngạn khó khăn lắm mới thoát được. Khâm Tông đành phải truyền chỉ phục chức cho Lý Cương thì tình hình mới yên.
Quân Kim vốn chủ lực kỵ binh, không giỏi công thành. Thừa Tướng Lý Cương đốc thúc Cấm Quân, đẩy lùi quân Kim. Biện Kinh coi như giữ vững. Quân Kim đánh thành không xong, liệu đường rút lui về nước, tránh tai hại như trận chiến Thiền Uyên giữa Tống-Liêu năm xưa. Lý Cương, Chủng Sư Đạo muốn truy đuổi theo, nhưng Lý Bang Ngạn lại ngăn trở, đành thôi.

## Hậu kỳ cuộc chiến đầu tiên
Kim Thái Tông lúc này yêu cầu nhà Tống cắt đất Thái Nguyên và gửi con tin qua Thượng Kinh (nay thuộc Cáp Nhĩ Tân, Hắc Long Giang), cộng thêm khoản chiến phí và tiền cống nộp. Tống Khâm Tông bất chấp lời can gián, vẫn đáp ứng người Kim. Cửu Hoàng Tử Triệu Cấu (vua Tống Cao Tông sau này) qua sứ Kim, còn có Nhạc Phi đi theo làm vệ sỹ.
Hoàng tử nước Kim là Hoàn Nhan Tông Bật hay Ngột Truật thấy Triệu Cấu thì kính nể, nhưng Kim Thái Tông thì lo sợ, bởi Triệu Cấu hùng tâm tráng chí, khẩu khí hơn người, Kim Thái Tông lo sợ sau này sẽ thành đại hoạ, do đó mà có ý định giết đi. Chuyện vỡ lở, Triệu Cấu cùng Nhạc Phi và tuỳ tùng chạy về biên giới đất Tống.

## Tĩnh Khang chi biến
Lấy cớ triều Tống bội ước, quân Kim nhanh chóng tấn công lần nữa. Quân Kim lại vây Thái Nguyên. Tháng 5 âm lịch năm 1126, Chủng Sư Trung giao chiến với người Kim ở huyện Du Thứ và tử trận, Khâm Tông cho Diêu Cổ và Lý Cương đến giải vây Thái Nguyên. Người Kim thừa thắng tấn công Bình Đà, Diêu Cổ lui về Long Đức. Lý Cương được tin, giáng chức Diêu Cổ, phong Giải Tiền làm chế trí sứ, đóng quân ở Hà Dương, chuẩn bị xe chiến, ngựa chiến rồi tiến ra Hà châu chống giặc. Tuy nhiên do các tướng dưới quyền chậm chạp lười biếng, nên các cánh quân đầu thất bại dưới tay người Kim. Nhà Tống được tin thua trận, bèn bãi chức Lý Cương, dùng Chủng Sư Đạo thay thế, đó là vào tháng 8 âm lịch. Phe chủ hòa lại nổi lên, xin cắt ba trấn cho người Kim.
Tháng 9 âm lịch, Niêm Một Hát đánh mạnh vào phủ Thái Nguyên. Tri phủ Trương Hiếu Thuần không chống nổi và bị bắt. Lý Cương bị đàn hặc vì "gây oán với Kim" liền bị đẩy làm tri Dương châu. Các đại thần Lưu Giác, Hồ An Quốc kêu xin cho Cương cũng bị giáng chức.
Bấy giờ các đạo quân do Trương Thúc Dạ, Tiền Cái đều định tới chi viện cho kinh sư. Nhưng Cảnh Nam Trọng và Đường Khắc chủ hòa, nên lại lệnh quân tướng các nơi không được khinh động, còn sai sứ tới trại Kim xin được hòa nghị. Tháng 10 âm lịch, quân Kim lại phá phủ Chân Định, Chủng Sư Đạo giao chiến ở Tỉnh Hình cũng bị thua. Người Kim sai Vương Nhuế đến Biện Kinh trách việc Tống triều thất tín. Lúc này người Kim đánh sang Trung Sơn, hạ Phần châu, Lân châu Bình Định quân chuẩn bị vượt sông. Khâm Tông kinh hãi, lại triệu Chủng Sư Đạo về kinh, nhưng ít lâu sau Sư Đạo qua đời. Lại dùng Phạm Nột lên thay coi giữ Lưỡng Hà, sai sứ giả đồng ý cắt đất. Niêm Một Hát đòi Tống phải cử Khang vương Triệu Cấu tới làm con tin.
Quân Kim biết nhà Tống bạc nhược nên vẫn cứ tấn công. Họ vào phủ Bình Dương, Hoài Đức quân. Niêm Một Hát áp sát Hoàng Hà, tuyên phủ sứ Triết Ngạn Cầu dẫn 10.000 binh ra chống. Một Hát dùng kế khua chiêng múa trống, quân Tống hoảng sợ chạy hết đi. Quân Kim bèn vượt sông. Các tướng Dương Án Anh, Tông Đạo, Vương Tương... bỏ thành mà chạy; Vĩnh An quân và Trịnh châu đều hàng Kim. Vương Vân đi sứ trở về, báo rằng người Kim không nói gì đến tam trấn mà bảo cắt Lưỡng Hà, chia sông để trị. Đình thần tranh cãi một trận, cuối cùng Khâm Tông theo lời Vương Vân, cử Khang vương Cấu đi sứ, hứa cắt đất, dâng tôn hiệu cho vua Kim có 18 chữ, gọi bác xưng cháu.
Cùng lúc đó thì quân cứu viện của Trương Thúc Dạ vào được kinh thành. Trương Thúc Dạ nắm trung quân, lấy con trai Bá Phấn nắm tiền quân, Trọng Hùng nắm hậu quân, cả thảy 3 vạn người lên đường cần vương. Đến Úy Thị, giao chiến với quân Kim đi do thám, vừa đánh vừa tiến. Đây là đội quân Tống duy nhất thành công trong việc chi viện cho kinh thành.
Quân Kim phá Hoài châu, giết tri châu Hoắc An Quốc, tiến đến chân thành Biện Kinh. Đường Khác không có kế nào, khuyên Khâm Tông hãy dời đô về Lạc Dương, nhưng có Trương Thúc Dạ đưa quân tới cứu viện và can ngăn. Sau khi gặp mặt, đề xuất đưa đế đi Tương Dương để tạm tránh thế giặc mạnh, vua đồng ý. Tháng nhuận, đế ở trên thành, xem Thúc Dạ bày trận ở vườn Ngọc Tân, áo giáp sáng ngời, diễu võ dưới thành; đế hài lòng, cho tiến Tư Chánh điện học sĩ, lệnh đưa quân vào thành. Thúc Dạ giao chiến với quân Kim liên tiếp 4 ngày, giết được 2 viên tướng địch có đeo vòng vàng. Đế sai sứ gởi thư có niêm phong sáp, nội dung chép những lời khen ngợi Thúc Dạ, làm hịch cáo với các nơi, nhưng chẳng thấy đội quân nào khác đến cần vương.
Người Kim lại đánh Thiện Lợi môn. Vào tháng nhuận, Đường Khác cùng Khâm Tông tuần thành, quân dân nhà Tống oán hận Đường Khác, liền đổ xô vào tấn công, Khác sợ quá xin từ chức. Lộ quân cần vương của Hồ Trực Nhụ kéo đến, bị người Kim đánh bại và bị giết, chỉ còn lộ quân của Trương Thúc Dạ. Khâm Tông phong ông làm Thiêm thư Xu mật viện sự. Thúc Dạ cùng Phạm Quỳnh cực lực ngăn chặn quân Kim, lại khuyên Khâm Tông dời đô về Tương Dương, ông không theo.
Quân Kim nhiều lần tấn công vào các cửa trong thành Biện Kinh, quân Tống chịu một số thiệt hại. Bên ngoài, người Kim cũng phá được nhiều châu quận ở Hà Bắc. Trong thành, quân Tống vẫn còn khoảng 7 vạn quân, lại có vài chục vạn bá tánh sẵn sàng tiếp ứng. Những thường dân yêu nước đề nghị triều đình phát vũ khí để họ tổ chức các đơn vị dân quân, cùng binh sĩ triều đình chống giặc, nhưng vua Tống nhu nhược, chỉ muốn nghị hòa nên không đồng ý. Ấy vậy nhưng vua Tống lại mê tín, phê chuẩn việc cấp vũ khí cho các nhóm du đãng trong kinh thành, lập ra một đơn vị có 7.777 lính gọi là "Lục giáp binh".
Về sau người Kim đánh một trận lớn vào thành, Lục giáp binh ra chống và bị đánh tan tác. Bấy giờ có Quách Kinh tự xưng biết dùng pháp thuật có thể đánh lui quân Kim, nay Thúc Dạ buộc Kinh ra trận. Kinh liền mở cửa Tuyên Hóa, không giao chiến với quân Kim mà bỏ trốn. Quân Kim thừa thắng tràn qua cửa Tuyên Hóa đánh mạnh vào thành, vào Nam Huân Môn, thống chế Diêu Hữu Trọng tử chiến, Lưu Diên Khánh cũng bị chết; ngoài ra còn có Hà Khánh Ngôn, Trần Khắc Lễ, Hoàng Kim Quốc... Thành Biện Kinh bị vỡ. Đó là ngày 25 tháng 11 nhuận năm Tĩnh Khang thứ nhất, tức 9 tháng 1 năm 1127.
Quân Kim tràn vào thành rồi nhưng thấy quân Tống còn đông, nhiều người dân Tống yêu nước sẵn sàng chống lại nên dừng tiến quân, tiếp tục dùng chiêu bài đòi bồi thường để buộc triều đình Tống phải đầu hàng.
Quân dân và vệ sĩ trong thành hơn 100.000 người hùa nhau giết sứ thần triều Kim, đòi gặp thiên tử. Khâm Tông phải lên lầu úy dụ. Vệ sĩ Tưởng Tuyên muốn dùng vũ lực đuổi họ đo, nhưng Lã Hảo Vấn ngăn lại. Khâm Tông lệnh Hà Trạc và Tế vương Hủ tới trại Kim bàn việc nghị hòa. Niêm Một Hát đòi đích thân thượng hoàng phải ra gặp. Khâm Tông nước mắt lã chã, quyết định đi thay thượng hoàng. Đầu tháng 12, xa giá cùng Hà Trạc, Trần Quá Đình, Tôn Phó cùng đến trại Kim. Người Kim đòi nộp ngàn vạn lạng vàng, hai ngàn vạn lạng bạc, lụa một ngàn vạn tấm; và giữ tất cả các đại thần lại, chỉ thả Khâm Tông về. Khâm Tông trở về thành, khóc mà nói
Tể tướng hại cha con ta rồi.
Sau đó ông sai Trần Quá Đình, Triết Ngạn Chất cắt đất Hà Đông, Hà Bắc cho Kim, lạ lệnh Âu Dương Tuân kêu gọi các châu quận đầu hàng. Tuân không phục, bị người Kim bắt giải về Yên Kinh. Một lượng lớn binh sĩ Tống và dân thường vô tội đã bị quân Kim sát hại. Quân Kim cũng cướp bóc lương thực và quần áo, khiến nhiều người dân chết vì đói rét trong mùa đông năm đó.
Tết Nguyên đán năm Tĩnh Khang thứ 2, Khâm Tông triều yết thái thượng hoàng đế ở cung Diên Phúc, sai Tế vương Hủ và Cảnh vương Kỉ đi sứ sang Kim. Chiếu cắt Lưỡng Hà đã ban xuống từ lâu, nhưng dân Lưỡng Hà phần lớn không phục, do vậy người Kim chỉ có được Thạch châu. Người Kim cử người sang nhận vàng lụa nhưng với đòi hỏi quá lớn, triều đình nhà Tống không sao thu gom đủ được. Tới mùng 10, Kim lại sai người đến đòi và bắt Khâm Tông sang bàn lại. Hà Trạc, Lý Nhược Thủy khuyên Khâm Tông nên đi. Khâm Tông bèn để Tôn Phó giúp thái tử giám quốc, còn mình cùng Hà Trạc và Lý Nhược Thủy sang trại Kim. Có Trương Thúc Dạ, Ngô Cách, Đường Khác đều can ngăn, Khâm Tông không nghe. Ngày 11, Khâm Tông xa giá ra khỏi thành, hẹn 5 ngày sau sẽ về. Khi xa giá tới cổng thành, dân chúng ùa ra giữ lấy xin vua ở lại. Phạm Quỳnh rút kiếm ra đe dọa, chém chết mấy người. Khi Khâm Tông đến trại Kim, Niêm Một Hát bắt giữ ông lại và đòi triều Tống nộp đủ số tiền cống. Thái học sinh Từ Quỹ đến trại Kim để rước vua về, bị người Kim giết chết.
Cát địa sứ Lưu Hợp bị người Kim bức bách việc lập vua khác, Hợp không chịu rồi tự sát. Ngày Bính Dần tháng 2 ÂL, tức 20 tháng 3, Kim Thái Tông hạ chiếu phế thượng hoàng và Khâm Tông xuống làm thứ nhân. Sai người vào thành từ cửa Nam Huân, ép các đại thần lập vua họ khác. Ngày 21 tháng 3, Phạm Quỳnh ép thượng hoàng Huy Tông, hoàng hậu cùng phi tần, cung nữ tất tật lên xe tới trại Kim, ép nội thị Đặng Thuật ghi rõ tên từng người trong tông thất, số phi tần ở hậu cung, cộng thêm ghi chép của Từ Bỉnh Triết phủ doãn Khai Phong thì được hơn 3000 người.. Các bảo tỷ, hưng phục, pháp vật, lễ phẩm… của hoàng thất triều Tống cũng bị quân Kim lấy sạch không còn một thứ gì.
Đáng thương nhất là Công chúa Mậu Đức đế cơ, con gái đẹp nhất của Huy Tông, bị nhị hoàng tử nước Kim là Hoàn Nhan Tông Vọng bắt làm ca kỹ, ngày ngày phải đối cờ, hầu rượu, múa hát giải khuây, rồi sau bị hắn chuốc say rồi cưỡng bức. Được 1 năm thì Hoàn Nhan Tông Vọng chết, đế cơ liền bị một người cháu của Kim Thái Tông tên Hoàn Nhan Hi Doãn chiếm đoạt. Công chúa phải chịu cảnh dày vò ô nhục, ngay sau đó đã chết trong trại của Hi Doãn khi mới 22 tuổi.
Người Kim bức thượng hoàng triệu hoàng hậu, thái tử đến. Tôn Phó giữ thái tử lại không cho đi, nhưng cuối cùng cũng không ngăn được người Kim. Người Kim ép hai vua mặc Hồ phục, Lý Nhược Thủy ôm Khâm Tông mà khóc rồi chửi mắng quân giặc nên bị giết. Niêm Một Hát, Oát Li Bất đòi Vương Thời Ung vào bàn việc lập vua mới, ý của người Kim là lập Trương Bang Xương, nhiều đại thần như Tôn Phó, Trương Thúc Dạ, Trương Tuấn, Triệu Đỉnh, Hồ Dần đều không chịu ghi tên. Có Ngự sử trung thừa Tần Cối bàn rước vua cũ về, người Kim liền bắt giam Tần Cối.
Sau đó Trương Bang Xương được phong làm Sở đế ở Trung Nguyên, Bắc Tống diệt vong (960 - 1127).

## Hậu quả
Tháng 3 âm lịch, người Kim sau khi lập Trương Bang Xương thì chuẩn bị đưa tông thất triều Tống lên bắc. Đầu tháng 4, Oát Li Bất chia 2 vua Huy, Khâm làm hai đoàn áp giải về Kim. Trương Bang Xương mặc áo bào xám, đội mũ đỏ đến đưa miễn. Oát Li Bất đưa thượng hoàng, thái hậu và thân vương cùng mẹ đẻ của Khang vương Cấu là Vi Hiền phi khởi hành từ Hoạt châu. Niêm Một Hát đưa Khâm Tông, Chu hậu, thái tử cùng Hà Trạc, Tôn Phó, Trương Thúc Dạ, Trần Quá Đình, Tần Cối đi từ Trịnh châu. Tháng 7 năm đó, hai vua Tống bị giam giữ ở Yên Kinh.
Tổng cộng quân Kim bắt đi 14.000 người, gồm hoàng tộc, quan lại, phụ nữ thường dân và thợ thủ công. Quân Kim chia họ làm 7 đợt giải lên phương Bắc. Đợt đầu tiên gồm 2.200 thành viên hoàng tộc và 3.400 phụ nữ. Dọc đường đi, đoàn người phải chịu cảnh đói rét khổ sở, nhiều phụ nữ còn bị quân Kim cưỡng hiếp, số người bị chết rất nhiều. Sau 1 tháng, trong số 3.400 phụ nữ chỉ còn 1.900 người sống sót. Thái tử Triệu Kham mới 11 tuổi (con của Khâm Tông) đã bị quân Kim giết khi áp tải lên phương Bắc.
Ngày 21 tháng 8 năm 1128, đoàn người bị giải tới kinh đô nước Kim. Hai vua và hoàng tộc bị ép phải cởi trần, khoác trang phục của người Kim (áo da cừu) đến quỳ lạy ở miếu Kim Thái Tổ rồi lên điện Càn Nguyên yết kiến vua Kim. Kim Thái Tông hạ chiếu, phong Triệu Cát làm Hôn Đức công, Triệu Hoàn làm Trọng Hôn hầu, 2 danh hiệu mang ý sỉ nhục. Nhân Hoài hoàng hậu Chu thị (仁懷皇后 朱氏), vợ của Tống Khâm Tông cũng phải đi cùng, sau đó quân Kim lại ra lệnh cho bà phải đi tắm. Nhục nhã và uất hận, Chu hoàng hậu đã nhảy xuống nước mà tự vẫn. Các cung nữ Vệ Miêu Nhi (宮女衛貓兒), Tào Diệu Uyển (曹妙婉), Bặc Nhữ Mạnh (卜女孟), Tịch Tấn Sĩ (席進士), Trình Xảo (程巧), Dũ Ngoạn Nguyệt (俞玩月), Hoàng Cẩn (黄勤) cũng tự sát cùng với bà. Chu hoàng hậu được Kim Thế Tông khen ngợi là "hoài thanh lý khiết, đắc nhất dĩ trinh, chúng tuý độc tinh, bất khuất kỳ tiết", tức là biết giữ tiết trinh, bất khuất trước giặc, ban thụy là "Tĩnh Khang quận Trinh Tiết phu nhân" (靖康郡贞节夫人). Tên thụy này vừa ca ngợi khí tiết của Nhân Hoài hoàng hậu, lại ngầm mang ý sỉ nhục rằng 2 vua Tống còn không có khí phách bằng 1 người phụ nữ.
Tháng 10 năm đó, 2 vua Tống bị dời tới Hàn châu. Tháng 7 ÂL năm 1130, bị dời sang thành Ngũ Quốc, lúc này chỉ còn khoảng 140 người tùy tùng được đi theo. Tất cả phải sống trong trại giam, mỗi năm chỉ được phát 1 đấu 8 thăng lúa và 5 bó đay dệt vải, chịu cảnh đói rét khổ sở.
Để tăng thêm sự sỉ nhục, khoảng 300 thê thiếp hoặc công chúa, quận chúa nhà Tống bị nhà Kim bắt đến Tẩy Y viện (洗衣院) làm tạp dịch, nhiều người trong số đó còn bị bắt làm kỹ nữ phục vụ cho quý tộc, tướng lĩnh nhà Kim hoặc bị quý tộc nhà Kim nạp làm thê thiếp, thậm chí bị đem ban thưởng như chiến lợi phẩm. Tháng giêng năm Thiên Hội thứ 6 (1128), khi sứ giả Nam Tống là Vương Luân đến Vân Trung, tể tướng Kim là Hoàn Nhan Tông Hàn đem 1 người đàn bà và 1 người con gái trong tông thất nhà Tống tặng cho ông ta; lại đem 1 người con gái tông thất tặng cho sứ giả đi theo là Chu Tích. Vì Chu Tích cứng cỏi giữ đạo nghĩa, quyết không nhận nên bị xử tử.

### Mối thù Tống - Kim
Hai vua Tống bị bắt, phải chịu nhục như nô lệ rồi chết trong cảnh giam cầm. Hoàng hậu của Khâm Tông là bậc mẫu nghi thiên hạ thì phải tự vẫn để bảo toàn khí tiết, thái tử và nhiều hoàng tử bị giết, nhiều công chúa bị dâm ô cưỡng hiếp, bị bắt làm thê thiếp, nô tỳ. Hàng chục triệu người dân chịu cảnh nước mất nhà tan, gần một nửa giang sơn Đại Tống rơi vào tay giặc. Sự biến Tĩnh Khang là mối quốc hận to lớn chưa từng thấy đối triều đình và thần dân nhà Tống, và cũng là nỗi nhục hiếm thấy đối với 1 triều đại lớn trong lịch sử Trung Quốc.
Suốt 100 năm sau đó, khi nghe tới sự kiện này, người Tống yêu nước đều rơi nước mắt vì căm giận, ai cũng nung nấu quyết tâm diệt Kim rửa hận, giành lại giang sơn của tổ tông. Đời ông cha không rửa được nhục thì giao cho đời con cháu kế tục, thề chưa diệt được Kim thì chưa nguôi hận.
Bắc Tống từ đây diệt vong, nhưng may mắn là vận nước nhà Tống còn chưa hết. Hoàng tử thứ 9 của Tống Huy Tông là Khang Vương Triệu Cấu đang cầm quân bên ngoài nên thoát được sự vây bắt của quân Kim. Mạnh hoàng hậu của Tống Triết Tông (tức là chị dâu của Tống Huy Tông) do đã bị phế và rời khỏi hoàng cung từ lâu nên cũng thoát khỏi tay quân Kim. Một số đại thần trung thành chạy xuống phía nam, cùng với Mạnh hoàng hậu đã lập hoàng tử Triệu Cấu lên ngôi, hiệu là Cao Tông, sử gọi đó là nhà Nam Tống. Nghe tin triều đình nhà Tống được tái lập, đất nước được nối lại đại thống, những trung thần nghĩa sỹ yêu nước phấn chấn trở lại, bắt đầu tổ chức kháng chiến chống Kim để khôi phục giang sơn.
Người Kim thu được phía bắc Trung Nguyên, song người Hán tổ chức dân quân đánh phá quân Kim. Các danh tướng Nam Tống là Nhạc Phi, Hàn Thế Trung, Lưu Kỹ, Lưu Quang Thế, Lý Cương, Tông Trạch, Trương Tuấn... đã liều mình chiến đấu để bảo vệ xã tắc, mong giành lại giang sơn Đại Tống. Nhưng tiếc rằng bao nỗ lực của họ đã bị sự ích kỷ của Tống Cao Tông và đám quan lại chủ hòa trong triều đình (đứng đầu là gian thần Tần Cối) phá hỏng tất cả, danh tướng Nhạc Phi còn bị chúng hại chết. Nhà Nam Tống đẩy lui được quân Kim, nhưng cũng chẳng thể khôi phục lại được những vùng sơn hà đã mất.
Lão tướng yêu nước Tông Trạch đã 70 tuổi vẫn lên đường ra trận. Khi ốm nặng, ông than thở với tướng dưới quyền: "Ta vì chưa báo được thù cho nước, trong lòng uất ức nên mới mắc bệnh này. Chỉ cần những người còn sống gắng sức diệt địch thì ta nhắm mắt cũng không ân hận", rồi ông ngâm 2 câu thơ của Đỗ Phủ: "Ra quân chưa thắng lìa đời. Anh hùng mãi mãi lệ rơi đầm đìa". Trước khi qua đời ông còn cố hô lớn: "Vượt sông, vượt sông, vượt sông". Tướng sĩ nghe lời ông trăn trối đều xúc động rơi nước mắt. Quân dân Khai Phong nghe tin ông tạ thế thì thương khóc thảm thiết.
Danh tướng Hàn Thế Trung qua 20 năm chinh chiến kháng Kim, trải qua hàng trăm trận lớn nhỏ, trên người đầy vết thương, chi chít sẹo; 10 ngón tay chỉ còn 4 ngón nguyên vẹn. Danh tướng Nhạc Phi thì làm bài từ Mãn giang hồng (滿江紅, Manjiang Hong hay Máu đầy sông), thể hiện hùng tâm diệt Kim rửa hận cho đất nước, giành lại giang sơn cho trăm họ Đại Tống:
Ba mươi tuổi cát bụi công danh,
Tám nghìn dặm dầm sương dãi nguyệt.
(...)
Đói, vùng lên ăn thịt giặc Hồ,
Khát, cười chém Hung Nô uống máu.
Tể tướng Trương Tuấn gửi thư cho các con trai, viết: "Ta là tướng quốc, không thể khôi phục Trung Nguyên, rửa mối nhục của tổ tông, chết rồi, đừng táng bên trái mộ của tiền nhân, mà táng dưới Hành Sơn là được rồi!". Nhà thơ yêu nước Lục Du qua đời "mang theo mối hận không được nhìn thấy đất nước được thu hồi", ông viết bản di chúc bằng thơ cuối cùng như sau:
Chết rồi muôn sự là không,
Buồn vì một nỗi non sông chưa liền.
Ngày nào lấy lại Trung nguyên,
Con ơi! Nhớ khấn gia tiên biết cùng.
Năm 1135, đại tướng quân Lý Cương lại dâng lên Tống Cao Tông một bản tấu dài, trong đó nhắc nhở vua về nỗi nhục mất nước "chớ lấy địch lui mà làm vui, phải lấy mối thù chưa báo được mà căm giận. Chớ lấy đông nam mà an tâm, phải lấy Trung Nguyên chưa giành lại, Xích Huyện Thần Châu mất cho nước địch mà hổ thẹn; chớ lấy chư tướng nhiều lần báo tiệp mà lơi tay, phải lấy quân – chánh chưa sửa sang, sĩ khí chưa chấn hưng trong khi cường địch vẫn còn đấy mà lo lắng".
Trong chiếu phạt Kim vào năm 1206, Trực học sĩ Lý Bích viết:
Đạo trời vốn sẵn đẹp, Trung Quốc tất phải giữ cái đạo lý của mình, lại được lòng người quy thuận, quyết báo cựu thù. Bọn Rợ ngu xuẩn kia dựa vào minh ước mà sinh sát trăm họ, tham lam vơ vét... Chúng đã đưa quân cướp sạch, đốt sạch khác nào bầy dã thú. Nay kẻ có tội phải bị trừng phạt; ta sẽ xuất binh với khí thế hùng mạnh để giành lại giang sơn cho trăm họ. Xa gần được tin thảy đều xúc động. Quân dân phải nhớ đến nỗi nhục của tổ tông (chỉ Sự biến Tĩnh Khang), gắng sức lập công, không được bỏ lỡ cơ hội này.
Chiến tranh Nam Tống và Kim bắt đầu từ sau Tĩnh Khang chi biến. Hai bên đã giao tranh trong 3 cuộc chiến lớn trong 100 năm, xen giữa là mấy chục năm hòa hoãn. Sau này, năm 1234, nhà Tống liên minh với Mông Cổ tiêu diệt nhà Kim. Đại tướng Nam Tống là Mạnh Củng kế thừa sự nghiệp bảo vệ đất nước của 3 đời cha ông, đã hoàn thành chí lớn diệt Kim suốt 100 năm của quân dân nhà Tống, báo thù mối hận Tĩnh Khang. Thi hài vua Kim bị đưa về tế cáo tại thái miếu nhà Nam Tống ở Lâm An phủ, sau đó Tống Lý Tông ra lệnh giam giữ trong kho ngục Đại lý tự để tượng trưng cho mối hận Tĩnh Khang của tổ tiên triều Tống đã được rửa. Tuy nhiên 45 năm sau thì chính Nam Tống cũng bị Mông Cổ tiêu diệt.

## Thay đổi lãnh thổ
Lúc Tống Cao Tông mới xuống phía nam, lãnh thổ Đại Tống vẫn hãy còn chưa bị mất mát nhiều. Đông tới Hoài Nam, Tây vẫn còn Thiểm Tây. Nhưng sau đó do Cao Tông nhút nhát kéo về Lâm An nên toàn cõi Thiểm Tây, Sơn Đông và Hà Nam mất hết, quân Kim đã có lúc đóng quân ngoài thành Lâm An. Đại Tống nay chỉ giữ được giang sơn phía nam sông Hoài. Lãnh thổ Bắc Tống năm 1120 đạt khoảng 2,8 triệu km2, đến thời Nam Tống còn lại khoảng 2 triệu km2, tức là 800.000 km2 (gần 29% diện tích) ở phía bắc đã rơi vào tay Kim.

## Trong văn hóa
Sự kiện này được nhắc đến trong tiểu thuyết kiếm hiệp Anh hùng xạ điêu của cố nhà văn Kim Dung. Theo đó, hai nhân vật chính trong truyện là Quách Tĩnh và Dương Khang, tên của họ là do đạo sĩ Khưu Xứ Cơ đặt để mong 2 đứa trẻ sẽ ghi nhớ mối hận mất nước của sự kiện Tĩnh Khang này. Trong đó, Dương Khang chính là hậu duệ của Dương Tái Hưng (danh tướng chống Kim có thật trong lịch sử, phục vụ dưới quyền đại tướng Nhạc Phi)